# Spring of Life
Spring of Life (Spring of Life?) è il ventesimo singolo del trio j-pop giapponese Perfume. È stato pubblicato l'11 aprile 2012 dalla propria etichetta Perfume Records e distribuito dalla major Universal Music; si tratta della prima opera delle Perfume dopo la lunga permanenza durata dopo otto anni nella label giapponese Tokuma Japan Communications.
Il singolo è stato stampato in due versioni in confezione jewel case: una special edition con DVD extra ed una normal edition con copertina diversa.

## Descrizione
Subito dopo l'annuncio del trasferimento dalla Tokuma alla Universal, le Perfume hanno annunciato la pubblicazione del nuovo singolo Spring of Life per la primavera 2012. La canzone, usata per lo spot della bibita Chu-hai Hyōketsu della Kirin, è stata messa in vendita sul sito Chaku-uta il 29 febbraio. Il successivo 4 aprile è stato annunciato che la b-side del singolo sarebbe stata Communication, anche questa usata per uno spot per le caramelle Kanro Pure Gummy.

## Tracce
Tutti i brani sono testo e musica di Yasutaka Nakata.

Dopo il titolo è indicata fra parentesi "()" la grafia originale del titolo.
1. Spring of Life (Spring of Life?) - 3:50
2. Communication (コミュニケーション?, Komyunikēshon) - 3:57
3. Spring of Life -Original Instrumental- (Spring of Life -Original Instrumental-?) - 3:50
4. Communication -Original Instrumental- (コミュニケーション -Original Instrumental-?, Komyunikēshon -Original Instrumental-) - 3:57

### DVD
1. Spring of Life (Spring of Life?); videoclip

## Formazione
- Nocchi - voce
- Kashiyuka - voce
- A~chan - voce